# Gordon Jackson
|  | «Gordon Jackson» redirigeix aquí. Vegeu-ne altres significats a «Gordon Jackson (desambiguació)». |

Gordon Cameron Jackson, OBE (Glasgow, 19 de desembre de 1923 – Londres, 15 de gener de 1990) va ser un actor escocès, conegut principalment pels seus papers d'Angus Hudson a Upstairs, Downstairs i de George Cowley, cap del CI5, a The Professionals. També va interpretar al tinent de vol Andrew MacDonald, "Intel·ligència", a The Great Escape.